# Dasyhelea vittulae
Dasyhelea vittulae är en tvåvingeart som beskrevs av Tokunaga 1940. Dasyhelea vittulae ingår i släktet Dasyhelea och familjen svidknott. Inga underarter finns listade i Catalogue of Life.